# Östergötlands runinskrifter NOR1994;27
Östergötlands runinskrifter NOR1994;27 är en runsten i Skärkinds socken i Norrköpings kommun. Stenen står nära länsväg 210 vid Lunnebjörke, cirka en och en halv kilometer norr om Skärkind. Dess höjd är 2,65 meter och materialet är granit. Runstenen hittades 1993, vid en arkeologisk utgrävning. Därefter har den rests 40 meter väster om fyndplatsen, som bedöms vara sekundär. Kraftiga vittringsskador bidrar till att inskriften bitvis är svårläst.
Östergötlands runinskrifter NOR1994;27 dateras till 1000-talet. Eftersom den stilmässigt förs till kategorin Rak är den då mest sannolikt tillkommen under seklets början. 

## Translitterering
I translittererad form lyder inskriften:
uistain rsti—a þ-s- : aftiR biurn : bruþur : sin

## Översättning
Översatt till våra dagars svenska blir det ristade meddelandet:
"Visten reste denna sten (?) efter Björn, sin broder."